# Zespół Szkół Ekonomicznych w Lesznie

Budynek szkoły

Zespół Szkół Ekonomicznych im. Jana Amosa Komeńskiego w Lesznie (potocznie „Ekonomik”) – szkoła ponadpodstawowa w Lesznie z ponad stuletnią tradycją. W skład zespołu wchodzą: Technikum nr 1 oraz Szkoła Branżowa I stopnia nr 1. Patronem szkoły jest czeski pedagog Jan Amos Komeński.

## Lokalizacja szkoły
Szkoła w swej ponad stuletniej historii mieściła się w 4 budynkach w Lesznie:
- lata 1912–1925 – gmach przy placu Jana Amosa Komeńskiego
- lata 1937–1950 – gmach przy ulicy Karola Kurpińskiego
- lata 1950–1970 – gmach przy placu Tadeusza Kościuszki
- od 1970 do dzisiaj – gmach przy ulicy księcia Józefa Poniatowskiego

Na obecnym budynku szkoły przy ul. Poniatowskiego umieszczono napis: "Kompleks edukacyjny zbudowało w latach 1906-1909 państwo pruskie w stylu neorenesansu północnego z domieszką secesji. Była to największa w Lesznie placówka edukacyjna składająca się z budynku szkolnego oraz skrzydeł hali sportowej i mieszkalnej. Całość kosztowała niemal 0,5 mln marek i uchodziła za wzorcową placówkę edukacyjną w mieście. Kształcono w niej nauczycielki dla szkół katolickich".

## Historia szkoły

### Powstanie szkoły i okres międzywojenny (1912-1939)[3]
Szkoła powstała w roku 1912, kiedy to uruchomiono Handels und Gewerbeschule, placówkę przygotowującą do pracy w handlu i księgowości, budownictwie, krawiectwie; uczono również gotowania i prowadzenia domu. Szkoła mieściła się w budynku przy placu Komeńskiego (dzisiaj znajduje się tam Szkoła Podstawowa nr 3). W roku szkolnym 1913/1914 liczyła 80 uczniów.
Po odzyskaniu włączeniu w obszar niepodległej Polski (w przypadku Leszna miało to miejsce 17 stycznia 1920 roku) polskie władze oświatowe przejęły szkołę, spolszczając jej nazwę na Państwową Szkołę Przemysłowo-Handlową. Podczas wojny polsko-bolszewickiej gmach szkoły przejęło wojsko i przeznaczyło go na szpital. Od lutego 1921 roku szkoła rozpoczęła zajęcia w swoim budynku. Miała dwa działy: męski i żeński. Męski dzielił się na handlowy i budowlany. Żeński obejmował szkołę handlową, szkołę gospodarstwa domowego i szkołę krawiecką.
W 1925 roku odbyła się wizyta ówczesnego prezydenta Rzeczypospolitej Stanisława Wojciechowskiego w 1925 roku.
W 1924 roku szkoła liczyła 603 uczniów, była to największa szkoła ponadpodstawowa w Lesznie.
W 1937 roku szkoła została przeniesiona do budynku przy ulicy Kurpińskiego 2. Nastąpiła reorganizacja szkoły, w ramach której utworzono: Państwowe Koedukacyjne Gimnazjum Kupieckie oraz Państwowe Żeńskie Gimnazjum Krawieckie. Szkoła posiadała specjalistyczne pracownie, między innymi: pracownię organizacji i techniki handlu, towaroznawcza-chemiczną, techniki reklamy, pisania na maszynie.

### Lata II wojny światowej (1939-1945)[5]
4 września 1939 roku rozpoczęła się hitlerowska okupacja Leszna. Gmach szkoły przy ulicy Kurpińskiego został przeznaczony na siedzibę partii hitlerowskiej NSDAP. Pracownie dydaktyczne, sprzęt, biblioteka szkolna oraz dokumentacja szkoły zostały zniszczone. Nauczycieli szkoły spotkały hitlerowskie represje niemieckie, niektórzy z nich byli zamordowani, niektórzy zostali przewiezieni do obozów koncentracyjnych, między innymi w Gross Rosen czy Dachau. Pod koniec wojny, Niemcy zamierzali spalić budynek, który jednak uratowano. W czasach okupacji działała drużyna harcerska „Tajna siódemka”, do której należało wielu absolwentów Państwowej Szkoły Przemysłowo-Handlowej i Państwowego Koedukacyjnego Gimnazjum Kupieckiego. Drużyna przeprowadziła wiele akcji, organizowała szkolenia wojskowe i akcje wywiadowcze. Wielu członków zostało aresztowanych, osadzonych w więzieniu lub zamordowanych.

### Okres 1945-1989[6]
Po opuszczeniu miasta przez nazistów, rozpoczęło się szybkie organizowanie i otwieranie szkół. Rok szkolny rozpoczął się 15 kwietnia i trwał do 31 lipca. Od roku szkolnego 1945/1946 szkoła przyjęła nazwę Państwowe Koedukacyjne Gimnazjum i Liceum Handlowe. Uczęszczało do niej blisko 400 uczniów, zarówno z Leszna, jak i z okolicznych powiatów (leszczyńskiego, rawickiego, gostyńskiego, kościańskiego, wolsztyńskiego, nowotomyskiego). Pod koniec tego roku szkolnego odbył się pierwszy w dziejach szkoły egzamin maturalny.
W roku 1950 szkołę przeniesiono do budynku przy placu Kościuszki 5. Na początku lat pięćdziesiątych odnotowano spadek liczby uczniów – w roku szkolnym 1954/1955 w placówce pracowało 6 nauczycieli, a uczęszczały do niej 102 osoby. W 1955 do Technikum Handlowego przyłączono Technikum Gastronomiczne oraz Zasadniczą Szkołę Gastronomiczną; zwiększyła się kadra nauczycielska, do szkoły przyjęto ponad 400 uczniów.
W 1959 roku nazwę Technikum Handlowe zmieniono na Technikum Ekonomiczne. W roku szkolnym 1963/1964 placówka, w której skład wchodziły Technikum Ekonomiczne, Technikum Ekonomiczne dla pracujących i Zasadnicza Szkoła Zawodowa, liczyła 855 uczniów. Zajęcia odbywały się w trybie dwuzmianowym: młodzież dojeżdżająca uczestniczyła w zajęciach od rana, młodzież miejscowa po południu. Od 1967 roku rozpoczęło działalność Liceum Ekonomiczne, w ramach którego wprowadzono nowe specjalności: ekonomika i organizacja przedsiębiorstw, finanse i rachunkowość, eksploatacja pocztowo-telekomunikacyjna.
W 1970 roku szkoła została przeniesiona do gmachu przy ulicy Poniatowskiego 2. Działa w nim do dzisiaj. Adaptowano budynek dla edukacyjnej działalności, projektując pracownie przeznaczone do nauczania przedmiotów zawodowych: towaroznawstwa, organizacji i techniki handlu, rachunkowości, pisania na maszynie, ekonomiki i organizacji przedsiębiorstw, technologii gastronomii i piekarstwa. Utworzono również bibliotekę szkolną, klub młodzieżowy, zorganizowano gabinet lekarski i stomatologiczny.
W 1972 roku nadano szkole imię Jana Amosa Komeńskiego, zasłużonego czeskiego pedagoga, który przez wiele lat mieszkał i tworzył w Lesznie. Wybór Komeńskiego przesądziły obchody 300-lecia śmierci Pedagoga przypadające w roku 1970. W uroczystościach nadania szkole imienia wziął udział między innymi ambasador Czechosłowacji, przedstawiciele szkoły z Uherskiego Brodu, kustosz Muzeum Komeńskiego. Odsłonięto również popiersie Komeńskiego wykonane przez lokalnego artystę. Rzeźba do dzisiaj stoi na szkolnym korytarzu. Naprzeciwko niej umieszczono w ozdobny kartuszu znaną myśl Pedagoga: “Mądrość jako własność najszlachetniejszą ze wszystkich, niechaj uczniowie wielce ważą.” Nawiązano kontakt z czechosłowacką szkołą w Uherskym Brodzie, której patronem był również Komeński. Współpraca między szkołami obejmowała wieloletnie działania w obszarach: turystyki popularyzacji i pogłębienia wiedzy o Czechach i Polsce, popularyzacja wiedzy o Komeńskim, wymiana doświadczeń w zakresie pracy wychowawczej, rozwijanie kontaktów indywidualnych. Współpraca ustała w 1984 roku po śmierci dyrektora czeskiej szkoły.
W roku szkolnym 1979/1980 uczęszczało do szkoły blisko 1800 uczniów. Liczba ta utrzymywała się przez najbliższe lata. Kadra kierownicza od 1975 roku składała się z dyrektora i 3 wicedyrektorów (taki stan utrzymuje się również dzisiaj).
Od 1973 roku zaczęto nadawać tytuł Zasłużony Uczeń Szkoły. Pierwszą uczennicą, która otrzymała ten tytuł była Barbara Stanisławska, uczennica Zasadniczej Szkoły Zawodowej, która idąc rano do szkoły zauważyło uszkodzone tory i poinformowała o tym kolejarzy na dworcu, w ten sposób zapobiegając wypadkowi. Jak wpisano w szkolnej Księdze Honorowej: “Barbara Stanisławska swoim przykładnym czynem przyniosła chlubę naszej szkole i może być wzorem dla swoich koleżanek i kolegów.”
Od roku szkolnego 1975/1976 szkoła przyjęła nową nazwę: Zespół Szkół Ekonomicznych, obejmując wszystkie rodzaje szkół podlegające tej placówce. Nazwa ta funkcjonuje do dzisiaj.
W 1975 roku nauczyciele historii zorganizowali Szkolną Izbę Pamięci i Tradycji Szkoły, w której zgromadzono eksponaty dotyczące szkoły i patrona. Izba funkcjonuje do dzisiaj i jest systematycznie uzupełniania.
Od roku 1975 do 1992 w gmachu szkoły czynne było Medyczne Studium Zawodowe, kształcące pielęgniarki i położne.
Od roku 1976 do 1980 działał przy Zespole Szkół Ekonomicznych Punkt Konsultacyjny Akademii Ekonomicznej w Poznaniu. Punkt był czynny w soboty i niedziele, kształcił w zakresie ekonomiki rolnictwa i ekonomiki przemysłu; przygotowywał również do egzaminów wstępnych na wyższe uczelnie ekonomiczne. Wykłady i ćwiczenia prowadzone były przez profesorów dojeżdżających z Poznania.
Na przełomie lat siedemdziesiątych i osiemdziesiątych Zespołowi Szkół Ekonomicznych podlegały dwa punkty w Rydzynie i Pudliszkach, będące Średnim Studium Zawodowym dla Pracujących. Do oddziałów tych uczęszczali pracownicy lokalnych przedsiębiorstw, uzyskując w ten sposób średnie wykształcenie.

### Okres po 1989[7]
W latach dziewięćdziesiątych nastąpił rozwój bazy materialnej placówki. W szkole powstały pracownie informatyczne (systematycznie przez następne lata kupowano komputery i doposażono pracownie w sprzęt), szkoła otrzymała z zaprzyjaźnionej holenderskiej szkoły w Deurne wyposażenie pracowni gastronomicznej (stoły gastronomiczne, maszyny gazowe, piekarniki elektryczne), wybudowano pawilon z 2 salkami gimnastycznymi (drewniane materiały otrzymano z Holandii). Wykonano również remont boisk szkolnych oraz bieżni. Przystąpiono również do prac budowlanych, w wyniku których uzyskano 8 nowych sal lekcyjnych, przeprowadzono remont szkolnych toalet, uruchomiono windę dla niepełnosprawnej młodzieży.
W 2003 roku otwarto przedsiębiorstwo symulacyjne “Symek”, przygotowujące uczniów do egzaminów zawodowych. W 2004 roku powstał pierwszy w Lesznie i regionie ośrodek egzaminacyjny dla zawodu sprzedawcy. W 2005 roku oddano do użytku nowocześnie urządzone dwie pracownie gastronomiczne oraz salę obsługi konsumenta. W 2006 roku przeprowadzono remont dachu. Była to ogromna inwestycja – koszt wyniósł około jeden milion złotych. W 2010 roku założono monitoring na szkolnych korytarzach oraz na zewnątrz budynku. W 2018 wybudowano boisko piłkarskie Orlik, w 2019 kompleks boisk do siatkówki. 2022 boisko do koszykówki, a w 2023 siłownię plenerową.

## Nazwa szkoły
Nazwy w historii szkoły:
- 1912-1920 – Handels und Gewerbeschule
- 1920-1937 – Państwowa Szkoła Przemysłowo-Handlowa
- 1937-1945 – Państwowe Koedukacyjne Gimnazjum Kupieckie
- 1945-1950 – Państwowe Koedukacyjne Gimnazjum i Liceum Handlowe
- 1950-1959 – Technikum Handlowe, Technikum Gastronomiczne, Zasadnicza Szkoła Gastronomiczna
- 1959-1967 – Technikum Ekonomiczne
- 1967-1975 – Liceum Ekonomiczne
- od 1975 – Zespół Szkół Ekonomicznych, w skład którego wchodzi Technikum nr 1 oraz Szkoła Branżowa I stopnia nr 1

## Dyrektorzy i wicedyrektorzy[9]
Dyrektorzy
- 1920 – 1937 – Władysław Blarowski, inż. Józef Przygocki, Stanisława Orłowska
- 1937 – 1964 – mgr Józef Wędzki
- 1964 – 1972 – mgr Franciszek Rajewski
- 1972 – 1990 – dr Kazimierz Paszek
- 1990 – 2003 – mgr Zbigniew Mocek
- 2003 – 2015 – mgr Jerzy Jurga
- od 2015 – mgr Irena Szynkarek

Wicedyrektorzy
- 1955 – 1971 – mgr Jadwiga Klauzińska
- 1964 – 1973 – mgr Marian Drótkowski
- 1973 – 1986 – dr Stanisław Jędraś
- 1975 – 1978 – mgr Maria Mucha
- 1975 – 1990 – mgr Maria Zielińska
- 1978 – 1997 – mgr Grażyna Patrzykąt
- 1986 – 2014 – mgr Wiesław Borowiak
- 1990 – 1997 – mgr Zygmunt Szyszka
- 1997 – 1999 – mgr Marzena Kania
- 1998 – 2003 – mgr Jerzy Jurga
- 1999 – 2018 – mgr Barbara Bortel
- od 2004 – mgr Grzegorz Urbaniak
- 2014 – 2018 – mgr Izabela Brzęczek
- od 2018 – mgr Ewa Kutrowska
- 2018 – 2021 – mgr Krzysztof Kołacz
- od 2021 – mgr Arkadiusz Figaj

## Programy europejskie[10]
Wymiana młodzieży/mobilność uczniów
- 2017-2019 – Włochy i Rumunia – “Dziedzictwo kulturowe – europejska jedność i indywidualizm” (Cultural heritage – European unity and individuality)
- 2018-2020 – Łotwa i Grecja – “Tolerancja – klucz do integracji europejskiej” (Tolerance – a key to European integration)
- 2019-2022 – Turcja i Portugalia – “Silne i odważne kobiety w demokracji europejskiej” (Strong and brave women in European democracy)
- 2021-2023 – Czechy i Grecja – “Zdrowy umysł – rezyliencja, siła i skupienie” (Healthy mind – resilience, strength and focus)

Zagraniczne praktyki zawodowe uczniów
- 2017-2019 – Irlandia (Sligo, Gallway) – „Patrzę w przyszłość – profesjonalne praktyki w Irlandii kluczem do mobilności zawodowej”
- 2019-2021 – Portugalia (Lizbona) – „Praktyki w Portugalii kluczem do kariery zawodowej uczniów i nauczycieli”
- 2021-2022 – Portugalia (Lizbona) – „Praktyki zawodowe w Portugalii”
- 2023-2024 – Chorwacja (Split) – „Praktyki zawodowe w Chorwacji”

Szkolenia zagraniczne kadry nauczycielskiej
- 2020 – szkolenia zagraniczne nauczycieli w Lizbonie, Rydze, Florencji, Weronie, Ratyzbonie

## Osiągnięcia i odznaczenia
- 1997 r. – Zasłużony dla miasta Leszna[11]
- 2006 r. – wyróżnienie “Lasom przyjazny”
- 2007 r. – Certyfikat “Szkoła Przedsiębiorczości”[12]
- 2001 r. – Ranking Perspektyw (296. miejsce w Polsce)[13]
- 2015 r. – tytuł Brązowej szkoły w Rankingu Szkół Ponadgimnazjalnych Perspektyw (202. miejsce w Polsce)[14]
- 2016 r. – tytuł Brązowej szkoły w Rankingu Szkół Ponadgimnazjalnych Perspektyw (216. miejsce w Polsce)[15]
- 2017 r. – tytuł Srebrna Szkoła w Rankingu Szkół Ponadgimnazjalnych Perspektyw (129. miejsce w Polsce)[16]
- 2017 r. – tytuł “Najlepsza szkoła kształcąca w zawodzie technik logistyk i technik spedytor”
- 2018 r. – tytuł Srebrna Szkoła w Rankingu Szkół Ponadgimnazjalnych Perspektyw (110. miejsce w Polsce)[17]
- 2018 r. – tytuł “Najlepsza szkoła kształcąca w zawodzie technik logistyk”
- 2019 r. – tytuł Srebrna Szkoła w Rankingu Techników Perspektyw (192. miejsce w Polsce)[18]
- 2019 r. – tytuł “Najlepsza szkoła kształcąca w zawodzie technik logistyk”

- 2021 r. – tytuł Złota Szkoła w Rankingu Techników Perspektyw (71. miejsce w Polsce)[19]
- 2022 r. – tytuł Brązowa Szkoła w Rankingu Techników Perspektyw (423. miejsce w Polsce)[20]
- 2023 r. – tytuł Brązowa Szkoła w Rankingu Techników Perspektyw (409. miejsce w Polsce)[21]
- 2024 r. – tytuł Srebrna Szkoła w Rankingu Techników Perspektyw (121. miejsce w Polsce)[22]
- 2024 r. – tytuł Wielkopolska Szkoła Roku[23]